# Toxonagria arnaudi
Toxonagria arnaudi är en tvåvingeart som beskrevs av Thomas Pape 1992. Toxonagria arnaudi ingår i släktet Toxonagria och familjen köttflugor.
Artens utbredningsområde är Kalifornien. Inga underarter finns listade i Catalogue of Life.